# بخش ترون (شهرستان پری، اوهایو)
بخش ترون (به انگلیسی: Thorn Township) یک منطقهٔ مسکونی در ایالات متحده آمریکا است که در شهرستان پری، اوهایو واقع شده‌است.
 بخش ترون ۹۸٫۵ کیلومتر مربع مساحت و ۳٬۷۶۵ نفر جمعیت دارد و ۳۱۰ متر بالاتر از سطح دریا واقع شده‌است.